# 信州山由金
信州山 由金（しんしゅうざん よしかね、1918年11月1日 - 1976年8月20日）は、長野県諏訪郡上諏訪町（現在の同県諏訪市岡村）出身で高砂部屋に所属した大相撲力士。本名は河西 由金（かわにし よしかね）。

## 来歴・人物
現役当時の体格は179cm、92kgと、当時としては肩幅も広くがっしりとした体型であった。右を差しての思い切った攻め、頭を付ける堅実さを持ち合わせた取り口。
18歳の時に角界入りし、1937年5月場所で初土俵。1938年5月、19歳で序ノ口に付き、故郷の長野県諏訪郡に由来する「諏訪昇」を四股名とした。
その後、1942年5月場所より、郷里・長野県の旧称（信濃・信州）に因んだ「信州山」に改名。1943年5月場所では幕下上位で全勝優勝を遂げ、翌年の1月場所で新十両に昇進。そして、1945年11月場所で、初土俵から9年目にして入幕した。
その場所は、戦後初の本場所であり、修復した両国国技館で開催された。しかし、屋根に穴が開いていて雨が防げなかったため、一日だけ雨天順延になっている。また、唯一正規の15尺ではなく、16尺の土俵を使用した珍しい場所となる。
1947年6月場所での西前頭4枚目が最高位で、横綱・羽黒山に善戦した一番が話題になり、後に大関となった三根山にも勝利したものの、同場所では1勝9敗と大きく負け越した。
以後も勝ち越すことは無く、1948年10月場所限り、29歳で廃業。
廃業後は東京都大田区大森にて、料理店を経営した。
1976年8月20日、逝去。57歳没。
取り口は、上突っ張りからの右を差しての寄り切りに鋭さがあったという。また、長身ながら頭を下げた堅実な相撲ぶりで、上手投げや打っ棄りもあった。

## 主な戦績
- 通算成績：98勝85敗11休 勝率.535
- 幕内成績：24勝31敗11休 勝率.436
- 現役在位：23場所
- 幕内在位：6場所
- 各段優勝
  - 幕下優勝：1回（1943年5月場所）

### 場所別成績
| 1937年 （昭和12年） | x                  | （前相撲）            | x                        |
| 1938年 （昭和13年） | （前相撲）         | 西序ノ口11枚目 3–4    | x                        |
| 1939年 （昭和14年） | 東序二段49枚目 4–3 | 西三段目57枚目 4–4    | x                        |
| 1940年 （昭和15年） | 東三段目50枚目 6–2 | 東三段目14枚目 5–3    | x                        |
| 1941年 （昭和16年） | 西幕下36枚目 4–4   | 西幕下32枚目 3–5      | x                        |
| 1942年 （昭和17年） | 東幕下50枚目 4–4   | 東幕下31枚目 4–4      | x                        |
| 1943年 （昭和18年） | 東幕下27枚目 5–3   | 東幕下19枚目 優勝 8–0 | x                        |
| 1944年 （昭和19年） | 西十両9枚目 8–7    | 西十両5枚目 6–4       | 東十両筆頭 5–5           |
| 1945年 （昭和20年） | x                  | 東十両筆頭 5–2        | 東前頭13枚目 5–5         |
| 1946年 （昭和21年） | x                  | x                     | 東前頭11枚目 8–5         |
| 1947年 （昭和22年） | x                  | 西前頭4枚目 1–9       | 西前頭12枚目 5–6         |
| 1948年 （昭和23年） | x                  | 西前頭15枚目 5–6      | 東前頭17枚目 引退 0–0–11 |
| 各欄の数字は、「勝ち-負け-休場」を示す。 優勝 引退 休場 十両 幕下 三賞：敢=敢闘賞、殊=殊勲賞、技=技能賞 その他：★=金星 番付階級：幕内 - 十両 - 幕下 - 三段目 - 序二段 - 序ノ口 幕内序列：横綱 - 大関 - 関脇 - 小結 - 前頭（「#数字」は各位内の序列） |                    |                       |                          |

### 幕内対戦成績
| 愛知山 | 3 | 0 | 大岩山 | 2 | 1 | 大ノ海   | 0 | 1 | 大蛇潟 | 0 | 1 |  |  |  |
| 鏡里   | 0 | 1 | 柏戸   | 1 | 1 | 神風     | 0 | 1 | 九州錦 | 2 | 0 |  |  |  |
| 高津山 | 1 | 1 | 琴錦   | 0 | 2 | 佐賀ノ花 | 0 | 1 | 相模川 | 0 | 2 |  |  |  |
| 清水川 | 1 | 1 | 立田野 | 1 | 0 | 玉櫻     | 1 | 0 | 鶴ヶ嶺 | 1 | 0 |  |  |  |
| 輝昇   | 0 | 3 | 出羽錦 | 0 | 1 | 十勝岩   | 1 | 1 | 栃錦   | 0 | 1 |  |  |  |
| 羽黒山 | 0 | 1 | 常陸海 | 0 | 1 | 広瀬川   | 1 | 0 | 二瀬川 | 2 | 0 |  |  |  |
| 双見山 | 1 | 1 | 三根山 | 1 | 1 | 緑國     | 1 | 1 | 緑嶋   | 1 | 0 |  |  |  |
| 吉葉山 | 1 | 1 | 力道山 | 0 | 2 | 若潮     | 1 | 2 | 若葉山 | 1 | 1 |  |  |  |

## 四股名の変遷
- 諏訪昇 由金（すわのぼり よしかね）1938年5月場所
- 諏訪登 由金（すわのぼり -）1939年1月場所 - 1942年1月場所
- 信州山 由金（しんしゅうざん -）1942年5月場所 - 1948年10月場所